# La discesa di Orfeo
La discesa di Orfeo (Orpheus Descending), a volte tradotto come La calata di Orfeo, è un'opera teatrale del drammaturgo statunitense Tennessee Williams, debuttata a Broadway nel 1957. La pièce è un riadattamento di un lavoro precedente di Williams, Battle of Angels, scritto nel 1940 ma mai messo in scena prima del 1974. Il dramma si rivelò un flop al suo debutto a Broadway, rimanendo in cartellone per 68 repliche, e Tallulah Bankhead, per cui Williams aveva scritto il ruolo di Lady Torrance, aveva rifiutato il ruolo poiché riteneva l'opera "impossibile".
L'opera è una rilettura in chiave moderna del mito di Orfeo ed Euridice che tratta i temi del potere delle passioni, dell'arte e dell'immaginazione nel dare nuova linfa e un nuovo scopo alla vita. Ambientata in una piccola comunità nel Sud degli Stati Uniti, la pièce racconta dei cambiamenti che il giovane e misterioso Val porta nella vita di Lady Torrance, la proprietaria del negozio che lo assume. Mentre veglia il marito morente, Lady si ritrova affascinata da questo sconosciuto con una chitarra, un uomo che risveglia in lei i sogni e le speranze della sua giovinezza. Il risveglio dell'amore, della speranza e della passione avrà però conseguenze tragiche per i due protagonisti. Williams descrisse la sua opera dicendo: "in superficie [il dramma] era ed è la storia di uno spirito libero che arriva in una comunità molto convenzionale del Sud e crea la stessa confusione di una volpe in un pollaio. Ma sotto questa superficie familiare è un dramma sulle domande senza risposte che tormentano i cuori delle persone, e sulla differenza tra continuare a porci queste domanda ed accettare risposte prestabilite che non sono affatto delle risposte".
Il personaggio di Carol Cutrere è ispirato all'amica Vali Myers che Tennessee aveva conosciuto e frequentato a Positano.

## Trama
Le casalinghe pettegole Dolly e Beulah raccontano che Jabe Torrance è appena stato operato per un cancro a Memphis, ma l'operazione non è andata come previsto e l'uomo sta morendo. Jabe e la moglie Myra "Lady" Torrance gestiscono l'emporio del paese e nel negozio entrano Carol Cutrere e l'affascinante musicista Valentine "Val" Xavier; Carol flirta col giovane e insinua di averlo già visto a New Orleans, un'ipotesi rigettata da Val, che chiede ed ottiene da Lady un lavoro all'emporio. Dopo alcune settimane, Val racconta a Lady del suo passato tumultuoso a New Orleans, dove aveva effettivamente conosciuto Carol. La presenza dell'uomo risveglia ricordi in Lady, che dice al vecchio amore David di aver abortito il bambino che aspettava da lui quando l'aveva lasciata. Intanto Val flirta con la giovane Vee e viene visto dal marito della donna, Talbot, mentre bacia la mano della moglie. Dopo aver rubato soldi dalla cassa, Val li restituisce e vuole lasciare la cittadina, ma Lady lo perdona e lo supplica di rimanere.
Il giorno di pasqua Jabe, morente, confessa di essere stato il responsabile della morte del suocero e ha un'emorragia. Al tramonto, Vee ha un incidente e cade, Val l'aiuta a rialzarsi e lo sceriffo Talbot gli intima di lasciare la città entro il tramonto. Disperata alla prospettiva di perdere Val, Lady cerca di convincere l'infermiera ad uccidere il marito con una dose letale di morfina, ma la donna rifiuta. Lady allora dice a Val di aspettare un figlio da lui e che la prospettiva di portare in grembo una nuova vita la riempie di gioia e speranza. La nuova promessa di felicità è bruscamente interrotta: Val si accorge che Jabe ha fatto un buco nel pavimento della sua camera da cui sta facendo colare  olio dell'emporio. Il moribondo appicca quindi un incendio e si mette ad urlare che Val lo ha rapinato e dato fuoco al negozio. Lady corre per le scale per dire al marito di fermarsi, ma Jabe le spara: mentre la donna muore, lo sceriffo e i vigili del fuoco vedono Val uscire dell'emporio. Talbot ordina di puntare il getto degli idranti contro il fuggitivo, respingendolo nel negozio infuocato verso la sua morte.

## Produzioni
La discesa di Orfeo debuttò al Martin Beck Theatre di Broadway il 21 marzo 1957 e rimase in scena fino al 18 maggio, per un totale di 58 repliche. Harold Clurman curava la regia, mentre il cast annoverava Miriam Hopkins nel ruolo di Lady e Cliff Robertson in quello di Val, mentre ruoli minori erano ricoperti da R.G. Armstrong (Talbot), Crahan Denton (Jabe) e Joanna Roos (Vee). La prima londinese avvenne due anni dopo, con la prima al Royal Court Theatre il 14 maggio 1959. Tony Richardson dirigeva la moglie Isa Miranda nel ruolo di Lady, mentre il resto cast annoverava anche Diane Cilento.
Peter Hall diresse un revival del dramma debuttata il 13 dicembre 1988, in scena all'Haymarket Theatre di Londra con Vanessa Redgrave nel ruolo di Lady. Il resto del cast includeva Jean-Marc Barr (Val), Miriam Margolyes (Vee), Paul Freeman (Jabe) e Julie Covington (Carol). L'acclamata produzione fu trasferita al Neil Simon Theatre di Broadway, dove rimase in scena per un totale di cento repliche dal 13 settembre al 17 dicembre 1989. Vanessa Redgrave tornò ad interpretare Lady Torrace, mentre nuovi membri del cast includevano Kevin Anderson (Val), Tammy Grimes (Vee) e Marcia Lewis (infermiera). Hall tornò a dirigere la Redgrave nella parte in un adattamento televisivo dell'allestimento nel 1990.
Una produzione diretta da Nicholas Hyter è andata in scena alla Donmar Warehouse di Londra dal 15 giugno al 12 agosto 2000, con Helen Mirren nel ruolo di Lady, Stuart Townsend nella parte di Val, Saskia Reeves in quella di Vee, William Hootkins nei panni di Talbot e Richard Durden in quelli di Jabe. Per la sua interpretazione, Helen Mirren fu candidata al Laurence Olivier Award alla miglior attrice, mentre Hynter ottenne una nomination per il premio alla regia. La prima italiana è andata in scena al Festival di Spoleto nel luglio 2012, in una produzione del Teatro dell'Elfo diretta da Elio De Capitani con Cristina Crippa nel ruolo di Lady Torrace. L'allestimento fu riproposto nella sede di Milano del teatro nell'ottobre dello stesso anno e poi replicata nuovamente nella stagione 2013-2014.

## Adattamento cinematografico
Sidney Lumet ha diretto un adattamento cinematografico del dramma nel 1960, Pelle di serpente. Il titolo fa riferimento alla giacca di Val, mentre il titolo originale, The Fugitive Kind, rimanda al monologo finale di Carol, in cui ricorda Val morto nell'incendio. Marlon Brando ed Anna Magnani hanno interpretato i protagonisti.